# キン肉マン ジェネレーションズ
『キン肉マン ジェネレーションズ』は、バンダイより2004年4月22日に発売されたPlayStation 2用ゲームソフト。
2002年11月22日に発売されたニンテンドー ゲームキューブ用ソフト『キン肉マンII世 新世代超人VS伝説超人』にキャラクターなどを追加した移植版である。略称は「肉ジェネ」「キンジェネ」。

また、2006年2月23日にはPlayStation Portableにも『キン肉マン マッスルジェネレーションズ』のタイトルで移植されている。本項目ではゲームキューブ版とPlayStation Portable版も含めて解説する。

## 概要
ゆでたまご原作の漫画『キン肉マン』とその続編『キン肉マンII世』（以後『II世』）をテーマにした対戦型タッグマッチプロレスゲームであり、3Dポリゴンで再現された『キン肉マン』世代の超人たち（伝説超人）と、『II世』世代の超人（新世代超人）が現役時代の姿で競演し、リングの上で戦いを繰り広げる。
いわゆるキャラクターゲームではあるが、開発元である株式会社アキは『バーチャル・プロレスリングシリーズ』などプロレスゲームを多数出している老舗である。プロデューサーの田中良也によると、元々は『II世』のアニメ化の話がまだ無かった時期に企画されたものであり、その時巡りあったアキが趣味で作っていた『キン肉マン』ゲームの出来の良さを見て惚れ込んだという経緯がある。開発スタッフによると、『キン肉マン』のゲームとして作ったものに『バーチャル・プロレスリングシリーズ』のエッセンスを込めたものだという。
超人たちのタッグ組み合わせはプレイヤーの自由であり、特定の組み合わせによって特別なタッグネームが付き、特殊なツープラトン攻撃が使える。原作に登場した組み合わせ以外にも、原作者ゆでたまごが考案した新規オリジナルのタッグネームやツープラトン技も登場。『キン肉マン ジェネレーションズ』以降に登場するビッグ・ボンバーズ（スペシャルマン、カナディアンマン）の技は『週刊プレイボーイ』および『Vジャンプ』誌上で募集した読者投稿によるものである。
新世代超人と伝説超人が同列に戦うという設定だが、ゆでたまごは「キン肉星王位争奪編」の後に『キン肉マン』を続けるとしたら、キン肉マンたちが未来に行って戦うという「未来超人編」を考えたこともあり、偶然だがそれに通じるものがあると語っている。なお、原作の『II世』では本シリーズの発売以降に「究極の超人タッグ編」と題して新世代超人たちが過去にタイムワープした悪行超人を追ってタイムマシンで1980年代に出現し、新旧両世代の超人が入り乱れたタッグトーナメントを行っている。

## シリーズ
キン肉マンII世 新世代超人VS伝説超人（ニンテンドー ゲームキューブ、2002年11月22日、バンダイ）
シリーズ第1作。キャラクターがトゥーンレンダリングで表現されており、ゆでたまごが「とてもいいと思う」と、好評価を下した。
『II世』のタイトルだが、キン肉マンの声優はアニメ版『II世』で演じていた古川登志夫ではなく、初代テレビシリーズの神谷明が演じている。
本作ではアシュラマンも登場予定であり東映アニメーションにも設定画まで新規発注したが、6本腕ということで作業量が大幅に増えてゲーム全体への負担もかかるため、最終的にお蔵入りとなった。アシュラマンは次回作『キン肉マン ジェネレーションズ』から登場している。
キン肉マン ジェネレーションズ（PlayStation 2、2004年4月22日、バンダイ）
『キン肉マンII世 新世代超人VS伝説超人』の続編。『キン肉マン』生誕25年目に発売。
前作からストーリーモード・超人募集モードを削除。登場キャラクターは大幅に増えた。また、キン肉マンの声は『II世』での古川登志夫となっている。バンダイによれば、神谷の体調の不良によりスケジュールが合わなかったためとのこと。
キャッチコピーは、立ち上がれ!キン肉マン世代（ジェネレーションズ）よ!!。
キン肉マン マッスルジェネレーションズ（PlayStation Portable、2006年2月23日、バンダイ）
『キン肉マン ジェネレーションズ』の移植版。通信対戦が可能になり、一部モードを削除・名称の変更。
神谷明をキン肉マンの声に再起用し、前回要望の多かったキャラクターを追加。一部のタッグチーム名に究極の超人タッグ編のチーム名を採用。

## ゲーム内容

### キン肉マンII世 新世代超人VS伝説超人
対戦
- 1PVSCP
- 1PVS2P
- タッグ
- CPVSCP

好きなキャラクターを選び、戦うモード
ストーリーモード
キャラクターごとに異なるストーリーに沿って、5つのステージで戦うモード。対戦形式はセコンド付のシングルが主だが、3戦目のみタッグマッチとなる。
開始当初は新世代超人のキャラクターしか使えないが、ゲームを進めると伝説超人も使えるようになる。

超人募集モード
身体のパーツと使用技を組み合わせることによってプレイヤーオリジナルのエディット超人を作成できるモード。モード名は原作が読者から超人を募集して作品に出していたことが由来。デフォルトで入力されている超人たちは『Vジャンプ』で募集した読者考案の超人であり、『II世』映画版2作目『キン肉マンII世 マッスル人参争奪!超人大戦争』の敵キャラクターとしても登場した。超人募集モードでは、主にその超人たちのパーツを使える。
キン消しコレクションモード
集めたKINメダルを使いキン消しを購入したり、集めたキン消しを鑑賞するモード。解説文は『生誕29周年記念出版 肉萬 〜キン肉マン萬之書〜』に一部転記されている。
オプション
ゲームの難易度やコントローラーの配置などの設定。

### キン肉マン ジェネレーションズ
バーサスモード（対戦）
- シングル（セコンドあり、なし）
  - 1PVSCP
  - 1PVS2P

- タッグ（タッチ形式、ノータッチ形式）
- バトルロイヤル（3人、4人）

キャラクターを選び、好きなように対戦形式・相手を決め戦うモード。
トーナメントモード
- シングルトーナメント（4人〜8人）
- タッグチームトーナメント（4チーム〜8チーム）

トーナメント形式で戦うモード。
団体戦モード
- 1PVSCP
- 1PVS2P
- CPVSCP

5VS5の団体戦で闘うモード。
サバイバルモード
- ガチンコサバイバル

1Pで現れる相手を次々と倒していくモード。
- マスク狩り

ヘル・ミッショネルズを操り、マスク超人のマスクを狩っていくモード。
観戦モード
CP同士の対戦を観戦するモード。
キン消しコレクションモード
集めたKINメダルを使いキン消しを購入したり、集めたキン消しを鑑賞するモード。
オプション
ゲームの設定やキャラクター紹介など。

### キン肉マン マッスルジェネレーションズ
ビクトリーモード
使用超人に因縁の深い超人7人と戦うモード。
夢の超人タッグトーナメント
原作『夢の超人タッグ編』を再現したモード。原作に登場した10チームから好きなチームを選んでプレイする。うち2チームは乱入組で、初戦で戦うチームを選択し、わざと負ければプレイヤーキャラクターとして使用できる。
ザ・マシンガンズ、ヘル・ミッショネルズは、途中でパートナーキャラクターが変わる場合がある（初代キン肉マングレート→2代目グレートなど）。
CPU同士の戦いは観戦するかスキップするか選択でき、スキップを使えば原作通りの結果となるが、観戦をすれば（観戦を選んだ後にスキップを選んでも可）原作で負けたチームが勝つこともある。

## 登場超人

### キン肉マンII世 新世代超人VS伝説超人
全部で30名（原作の超人20名と応募超人10名）。
新世代超人
- キン肉万太郎
- テリー・ザ・キッド
- ケビンマスク
- ジェイド
- ガゼルマン
- セイウチン
- チェック・メイト
- スカーフェイス（キン消し100体獲得必須）
- ハンゾウ（キン消し200体獲得必須）
- ボーン・コールド（キン消し300体獲得必須）

伝説超人
- キン肉マン（キン肉万太郎でストーリークリア必須）
- テリーマン（テリー・ザ・キッドでストーリークリア必須）
- ロビンマスク（ケビンマスクでストーリークリア必須）
- ブロッケンJr.（ジェイドでストーリークリア必須）
- バッファローマン（ガゼルマンでストーリークリア必須）
- ラーメンマン（セイウチンでストーリークリア必須）
- サンシャイン（チェック・メイトでストーリークリア必須）
- ウォーズマン（スカーフェイスでストーリークリア必須）
- ザ・ニンジャ（ハンゾウでストーリークリア必須）
- キン骨マン（ボーン・コールドでストーリークリア必須）

隠し応募超人
- アルティメノイド（声優：佐藤正治）
- イエティ（声優：郷里大輔）
- ウェポンマン（声優：川津泰彦）
- エル・カエルーン（声優：平田広明）
- クレセント・ハーツ（声優：遠近孝一）
- ココナッツマン（声優：中井和哉）
- ダズル（声優：野島健児）
- チワワマン（声優：吉田小南美）
- バロン・マクシミリアン（声優：増谷康紀）
- パンダマン（声優：大場真人）（全てのキャラクターでストーリークリア必須）

### キン肉マン ジェネレーションズ
前作のキャラクター（隠し応募超人除く）に、以下のキャラクターを加えた48名。同一人物の別コスチュームや変装も多いがゲームでは別キャラクター扱いされている。
伝説超人
- キン肉スグル（キン肉族の戦闘コスチューム）
- 初代キン肉マングレート
- 2代目キン肉マングレート
- プリンス・カメハメ
- ペンタゴン
- ウルフマン
- カナディアンマン
- スペシャルマン
- モンゴルマン
- バラクーダ
- ジェロニモ
- キン肉真弓
- 委員長（ハラボテ・マッスル）
- ブラックホール
- 支配されたバッファローマン
- ニューサンシャイン
- アシュラマン
- 悪魔将軍
- ゴールドマン
- ネプチューンマン
- ビッグ・ザ・武道
- ザ・喧嘩男
- ネプチューン・キング

新世代超人
- キン肉万太郎（新コスチューム）
- クロエ（正体は伝説超人だが、登場作品が『II世』のため新世代超人に分類）
- イリューヒン
- ヒカルド（サブミッション・アーティスト）
- ヒカルド（ロードオブ・ダークネス）

### キン肉マン マッスルジェネレーションズ
キン肉マンジェネレーションズの48名に、以下の3名が加わった。
- キン肉アタル（キン肉マンソルジャー）
- ケンダマン
- スクリュー・キッド

## ゲームオリジナルの必殺技・タッグ名一覧
ここでは、ゲームオリジナルの必殺技・タッグ名を表記する（ゲーム版で初めて名前が明らかになった技・名前が変わった技は省略する）。ただし、すでにある技を含む技・その応用技（フュージョン・4D、タワー・オブ・バベルなど）はオリジナル技とする。

### ゲームオリジナルの必殺技
- ロビンキック ロビン・マスク
- 永久凍土落とし[5] カナディアンマン
- メイプルデスロック&カナディアンバックブリーカー[5] カナディアンマン
- スターリーナイトタックル[5] スペシャルマン
- ハンバーガーヒル・ドライバー[5] スペシャルマン
- 栄光のタッチダウン[5] スペシャルマン
- バスターバリエーションPART6 キン肉マン（通常or戦闘スタイル）、キン肉万太郎（通常or新衣装）、スカーフェイス、バッファローマン（通常or支配）の中から任意の組み合わせ。ただしキン肉マン（通常or戦闘スタイル）&キン肉万太郎（通常or新衣装）を除く。
- マッスル・コラボレーション キン肉マン（通常or戦闘スタイル）&キン肉万太郎（通常or新衣装）
- テキサス・エルドラド テリーマン&テリー・ザ・キッド/テリーマン&2代目キン肉マングレート/テリー・ザ・キッド&2代目キン肉マングレート
- タワー・オブ・バベル ロビン・マスク（orバラクーダ）&ウォーズマン（orクロエ）/ケビン・マスク&ウォーズマン（orクロエ）
- テムズの激流 ロビン・マスク（orバラクーダ）&ケビンマスク
- ベルリンの赤い豪雨 ブロッケンJr.&ジェイド
- シューティング・ラッキーストライク キン骨マン&ボーン・コールド
- ノースアメリカンコーポレーション[5] カナディアンマン&スペシャルマン
- フュージョン4D ペンタゴン&ブラックホール
- モースト・デンジャラス・ラッシュ ブロッケンJr.&ウルフマン
- 阿吽の呼吸 キン肉真弓&委員長
- 悪魔の本質 悪魔将軍&他の任意の超人

### ゲームオリジナルのタッグ名
- レジェンズ 伝説超人&伝説超人
- ニュージェネレーションズ 新世代超人&新世代超人
- オーバージェネレーションズ 伝説超人&新世代超人
- ネクストジェネレーションズ エディット超人&エディット超人
- クロスジェネレーションズ エディット超人&新世代超人
- 究極超人コンビ エディット超人&伝説超人
- 骨肉の争いコンビ キン肉マン（通常or戦闘スタイル）&キン骨マン
- チーム親子丼 キン肉マン（通常or戦闘スタイル）&キン肉万太郎（通常or新衣装）/キン肉真弓&キン肉マン（通常or戦闘スタイル）
- 25年ぶりのチーム親子丼 キン肉マンソルジャー&キン肉真弓
- マッスル・グレーツ 初代キン肉マングレート（orプリンス・カメハメ）&2代目キン肉マングレート（orテリーマン）/初代キン肉マングレート&プリンス・カメハメ
- ジ・オールドファッションド ロビン・マスク（orバラクーダ）&ラーメンマン（orモンゴルマン）
- ユニオン・ジャックス ロビン・マスク（orバラクーダ）&ネプチューンマン
- ビッグ・サプライズ ロビン・マスク（orバラクーダ）&キン肉万太郎（通常or新衣装）
- ザ・ハーキュリーズ ロビン・マスク（orバラクーダ）&テリー・ザ・キッド[6]
- レイン・スカイズ ロビン・マスク（orバラクーダ）&セイウチン
- ハンサムタワーズ ロビン・マスク（orバラクーダ）&ガゼルマン
- ダイナスティーズ ロビン・マスク（orバラクーダ）&ケビンマスク
- ライトニングス ロビン・マスク（orバラクーダ）&ジェイド
- ザンギャク・コーポレーション ウォーズマン（orクロエ）&ラーメンマン（orモンゴルマン）
- クローハンズ ウォーズマン（orクロエ）&ガゼルマン
- ザ・パルパライザーズ ウォーズマン（orクロエ）&ケビンマスク
- ザ・グレートテキサンズ テリーマン&テリー・ザ・キッド/テリーマン&2代目キン肉マングレート/テリー・ザ・キッド&2代目キン肉マングレート
- ザ・テガタナーズ[7] ラーメンマン（orモンゴルマン）&ブロッケンJr.
- カップラーメンズ ラーメンマン（orモンゴルマン）&キン肉万太郎（通常or新衣装）
- グラジェーターズ ラーメンマン（orモンゴルマン）&テリー・ザ・キッド
- 超人マットの魔術師コンビ ラーメンマン（orモンゴルマン）&セイウチン
- 情熱大陸コンビ ラーメンマン（orモンゴルマン）&ガゼルマン
- 中・独求道者コンビ ラーメンマン（orモンゴルマン）&ジェイド
- 真・2000万パワーズ バッファローマン（or支配）&サンシャイン（orニューサンシャイン）
- 極・2000万パワーズ 支配バッファローマン&ニューサンシャイン
- ブラックプレシャス バッファローマン（or支配）&ブラックホール
- 牛&肉ハリケーンズ バッファローマン（or支配）&キン肉万太郎（通常or新衣装）
- 荒うぶる魂コンビ バッファローマン（or支配）&テリー・ザ・キッド
- 新・旧怪力自慢コンビ バッファローマン（or支配）&セイウチン
- ジ・アニマルワンズ バッファローマン（or支配）&ガゼルマン
- デンジャラス・トルーパーズ バッファローマン（or支配）&ジェイド
- ボルテージ・スクワッド バッファローマン（or支配）&スカーフェイス
- ギロチンハリケーンズ バッファローマン（or支配）&悪魔将軍
- レッドレインズ ブロッケンJr.&ジェイド
- 悪魔学舎コンビ アシュラマン&ブラックホール/サンシャイン（orニューサンシャイン）&ブラックホール/ザ・ニンジャ&ブラックホール
- 悪魔大帝コンビ アシュラマン&悪魔将軍
- 悪魔騎士デュオ サンシャイン（orニューサンシャイン）&ザ・ニンジャ
- ニューナイトメアズ サンシャイン（orニューサンシャイン）&チェック・メイト
- 悪魔主従コンビ ニューサンシャイン&悪魔将軍/ブラックホール&悪魔将軍/ザ・ニンジャ&悪魔将軍/支配されたバッファローマン&悪魔将軍
- 縁の下の力持ちコンビ カナディアンマン&委員長/スペシャルマン&委員長
- オリエンタル・メソッド ザ・ニンジャ&キン肉万太郎（通常or新衣装）
- 超人忍びの衆 ザ・ニンジャ&ハンゾウ
- ナチュラルボーン・キラーズ キン骨マン&ボーン・コールド
- スーパー・ノーヴァーズ キン肉万太郎（通常or新衣装）&ジェイド
- デンジャラス・バスターズ キン肉万太郎（通常or新衣装）&スカーフェイス
- ビューティー・ブロンドス テリー・ザ・キッド&ジェイド
- イノセントボーイズ セイウチン&ジェイド
- ザ・フューチャーズ ガゼルマン&ジェイド
- はぐれd.M.pコンビ ケビンマスク&チェック・メイト/ケビンマスク&スカーフェイス[8]/ケビンマスク&ヒカルド（間接or暗黒）/チェック・メイト&スカーフェイス/チェック・メイト&ヒカルド（間接or暗黒）/スカーフェイス&ヒカルド（間接or暗黒）/ヒカルド（サブミッションアーティスト）&ヒカルド（ロードオブダークネス）
- ノーリスペクツ ハンゾウ&ボーン・コールド/ネプチューン・キング&ゴールドマン
- 殺人遊戯コンビ スクリュー・キッド&ケンダマン
- ブラッド・タイアップ スクリュー・キッド&ネプチューンマン
- ブラッド・アソシエーション スクリュー・キッド&ビッグ・ザ・武道
- ブラッド・アグリーメント スクリュー・キッド&ネプチューン・キング
- バッド・タイアップ ケンダマン&ネプチューンマン
- バッド・アソシエーション ケンダマン&ビッグ・ザ・武道
- バッド・アグリーメント ケンダマン&ネプチューン・キング
- ブラザー・フッド キン肉マンソルジャー&キン肉マン（通常or戦闘スタイル）
- 業火のKKDコンビ キン肉マンソルジャー&キン肉万太郎（通常or新衣装）
- アタック電撃隊 キン肉マンソルジャー&バッファローマン
- ザ・グラディエーターズ キン肉マンソルジャー&支配されたバッファローマン
- ザ・コマンドーズ キン肉マンソルジャー&ブロッケンJr.
- コンバット・ニンジャズ キン肉マンソルジャー&ザ・ニンジャ
- ソルジャーチーム キン肉マンソルジャー&アシュラマン
- マーヴェラス・ジェネラルズ 悪魔将軍&ネプチューン・キング
- ジェネラル・イクスパンション 悪魔将軍&ゴールドマン

## 予約特典
- キン肉マンII世 新世代超人VS伝説超人

「キン消しII世Ver.」
過去のキン消しの造形を手がけていたスタッフを呼び出し制作した特注品。ラインナップは以下の全10種。
赤コーナー
キン肉万太郎
テリー・ザ・キッド
セイウチン
ガゼルマン
ジェイド
青コーナー
ケビン・マスク
スカーフェイス
チェック・メイト
ボーン・コールド
ハンゾウ
- キン肉マン ジェネレーションズ

「キン消し2004 ワザ消しコレクション」
これも「キン消しII世Ver.」と同じように当時のスタッフが製作した。ラインナップは以下の全3種。
赤コーナー
マッスル・ドッキング（マッスル・ブラザーズVS四次元殺法コンビ）
青コーナー
OLAP（ケビン・マスクVSキン肉万太郎）
クロス・ボンバー（ヘル・ミッショネルズVSモンゴルマン）
- キン肉マン マッスルジェネレーションズ

「超人オリンピックチャンピオンベルト型キーチェーン」
浪曼堂のフィギュアシリーズに装着可能。